# John Evans (effets spéciaux)
Pour les articles homonymes, voir Evans et John Evans.
John Evans est un spécialiste des effets spéciaux américain.

## Filmographie

### Cinéma

#### Effets spéciaux
- 1974 : L'Homme au pistolet d'or (assistant - non crédité)
- 1977 : Un pont trop loin (assistant - non crédité)
- 1977 : L'Espion qui m'aimait
- 1979 : Moonraker
- 1980 : La Guerre des abîmes (non crédité)
- 1980 : Superman 2 (non crédité)
- 1981 : Rien que pour vos yeux
- 1982 : À la recherche de la panthère rose
- 1983 : Octopussy
- 1983 : Krull
- 1983 : L'Héritier de la panthère rose
- 1984 : Supergirl
- 1984 : Cal
- 1985 : Le Justicier de New York
- 1987 : Full Metal Jacket
- 1987 : Superman 4
- 1988 : Crusoe (en)
- 1989 : Batman
- 1990 : Nuns on the Run
- 1990 : Chasseur blanc, cœur noir
- 1990 : Double Arnaque
- 1991 : L'Assassin du tsar (Tsareubiytsa)
- 1993 : Le Jardin secret
- 1995 : Rangoon
- 1995 : Richard III
- 1997 : Le Saint
- 1998 : Il faut sauver le soldat Ryan
- 2000 : Gladiator
- 2001 : Stalingrad
- 2004 : Le Tour du monde en quatre-vingts jours
- 2005 : Sahara
- 2005 : Doom

### Télévision

#### Effets spéciaux
- 1982 : Ivanhoe
- 1990 : La Main de l'assassin
- 1992 : Covington Cross (épisode pilote)

## Distinctions

### Propositions
- Oscar du cinéma :
  - Proposé à l'Oscar des meilleurs effets visuels 1980 (Moonraker, avec Derek Meddings et Paul Wilson)
- Saturn Award :
  - Proposé au Saturn Award des meilleurs effets spéciaux 1980 (Moonraker, avec John Richardson)
- British Academy Film Awards :
  - Proposé au British Academy Film Award des meilleurs effets visuels 1988 (Full Metal Jacket)
  - Proposé au British Academy Film Award des meilleurs effets visuels 1990 (Batman, avec Derek Meddings)
- Razzie Awards :
  - Proposé au Razzie Awards des pires effets spéciaux 1988 (Superman 4, avec Harrison Ellenshaw)